# چهراز
چهراز، روستایی در بخش ناغان از توابع شهرستان کیار در استان چهارمحال و بختیاری است.

## جمعیت
این روستا در دهستان ناغان قرار دارد و براساس سرشماری مرکز آمار ایران در سال ۱۳۸۵، جمعیت آن ۵۱۹ نفر (۱۰۸خانوار) بوده‌است.